# Hạ Longbaai

Hạ Long en de Ha Longbaai

De Ha Longbaai (Vietnamees: Vịnh Hạ Long) is een baai bij de stad Hạ Long in het noorden van Vietnam in de Golf van Tonkin, nabij de grens met China. Vịnh Hạ Long betekent in het Vietnamees 'Baai van de dalende draak'. De baai is sinds 1994 werelderfgoed, maar is daarna nog uitgebreid. Het gebied is een archipel van eilanden die hoog verticaal boven de zee uitkomen, dicht bij elkaar staan en door de zee van elkaar worden gescheiden. De baai heeft een kustlijn van 120 kilometer en het gebied beslaat zo'n 1500 vierkante kilometer.

## Geschiedenis
Vietnam heeft in de baai van Ha Long diverse zeeslagen met haar buren gevoerd. Tot drie keer toe heeft het Vietnamese leger in het labyrint van waterwegen de Chinezen tegengehouden. Generaal Trần Hưng Đạo verhinderde in 1228 dat Mongoolse schepen de nabijgelegen rivier Bạch Đằng opvoeren door onder water scherpe houten obstakels te plaatsen die de Mongoolse vloot tot zinken brachten.
Tijdens de Vietnamoorlog werden er zeemijnen door de Amerikaanse marine gelegd in verschillende waterwegen tussen de eilanden. Achtergebleven mijnen vormen nog steeds een risico.
In 1994 is de Ha Longbaai opgenomen op de Werelderfgoedlijst van UNESCO. Het is een van de populairste toeristenbestemmingen van Vietnam.

## Eilanden
In de baai ligt een archipel van 1969 kalkstenen eilanden, elk met dichte begroeiing op de top. De kalkstenen monolieten rijzen spectaculair op uit de oceaan. Verschillende van de eilanden zijn hol, doordat zich grotten hebben gevormd. Hang Đầu Gổ of Houten Stokken Grot is de grootste van deze grotten. Franse toeristen die deze grot aan het eind van de 19e eeuw bezochten, noemden hem de Grotte des Merveilles, de Grot van de Wonderen. De drie grote kamers bevatten veel grote stalactieten en stalagmieten, maar ook Franse graffiti uit de 19e-eeuw.
De naam van veel van de eilanden is het resultaat van de plaatselijke interpretatie van hun vreemde vorm. Voorbeelden hiervan zijn Voi, olifant, Ga Choi, vechtende haan en Mai Nha, dak. 989 van de eilanden hebben een naam.
Bij enkele van de eilanden bevinden zich drijvende dorpen van vissers die in de ondiepe wateren 200 soorten vis en 450 soorten weekdieren vangen. Op sommige eilanden leven dieren, zoals kippen, apen en leguanen.

## Geologie en tektoniek
De baai is al minstens 500 miljoen jaar onderhevig aan geologische veranderingen, verschillende gebergtevormende fasen en het stijgen en dalen van de zeespiegel. Tijdens het Ordovicium en het Siluur was de baai een diepe zee, tijdens het Carboon en het Perm een ondiepe zee.
De streek bestaat voornamelijk uit kustsediment en door chemische erosie van kalksteen vreemd gevormde bergen. Het landschap is recent naar boven getild, wat de erosie heeft versneld, dus een grote invloed heeft gehad op het reliëf. De nu aanwezige verspreide eilanden zijn ongeveer 8000 jaar geleden ontstaan, tijdens een transgressie in het Holoceen.
Het omringende gebied is rijk aan steenkool, die in opdracht van de regering van Vietnam wordt gedolven.

### Karst
De omstandigheden waren in dit gebied ideaal om in 20 miljoen jaar tijd het karstlandschap te doen ontstaan. Er was een dik lichtgrijs kalksteenpakket, voornamelijk fijnkorrelig materiaal. Het vochtige en warme klimaat had belangrijke invloed. De trage tektoniek waardoor het gebied geleidelijk onder zeewater kwam te staan, zorgde voor het huidige bijzondere landschap.

### Geologische kantelmomenten
| Datum                            | Geologische periode                 | Gebeurtenis |
| -------------------------------- | ----------------------------------- | --- |
| 500 miljoen jaar geleden         | begin van het Cambrium              | Het gebied was een groot vlak gebied onderhevig aan erosie door regen. |
|                                  | einde van het Cambrium              | Het gebied wordt overspoeld, wat meteen ook de start betekent van Ha Longbaai. |
| 500 tot 400 miljoen jaar geleden | Ordovicium en Siluur                | Dit gebied was een diepe zee onderheving aan tektonische activiteiten. |
|                                  | einde van het Siluur                | Omwille van de platentektoniek ontstonden onder water bergen. |
| 420 tot 340 miljoen jaar geleden | Devoon                              | Het gebied lag boven water, waar we vandaag de Zuid-Chinese Zee vinden. Het werd sterk geërodeerd door het droge en warme klimaat.                                                   |
|                                  | einde van het Devoon                | Verdere platentektoniek heft het gebied omhoog. |
| 340 tot 240 miljoen jaar geleden | einde van het Carboon en het Devoon | Een kalksteen laag van meer dan een kilometer dik vormt zich in de ondiepe en warme zee.                                                                                             |
| 67 miljoen jaar geleden          | einde van het Krijt                 | Door de platentektoniek is het gebied opnieuw onderheving aan gebergtevorming |
|                                  | Paleogeen                           | Het gebergte ondergaat een hevige erosie waardoor, na miljoenen jaren, er zich een hoogland ontstaat, te vergelijken met tegenwoordig het hoogland van Scandinavië.                  |
| 26 tot 10 miljoen jaar geleden   | Neogeen                             | De Ha Long vallei vormt zich. |
| 2 miljoen tot 9000 jaar geleden  | Pleistoceen en Kwartair             | De erosie van het de kalksteen trekt zich op gang. |
| 68000 tot 9000 jaar geleden      | Pleistoceen                         | Grotten worden gevormd. |
|                                  | Holoceen                            | De eilanden, die er vandaag zijn, zijn de resten van het toenmalige gebergte, maar dan overspoeld door de zee. De regen zorgt voor de erosie van bovenaf, het zeewater van onderuit. |
| 9000 tot 2000 jaar geleden       | Holoceen                            | Zeespiegelstijging na de laatste ijstijd waarna ze 2000 jaar geleden op haar hoogste punt komt                                                                                       |

## Afbeeldingen

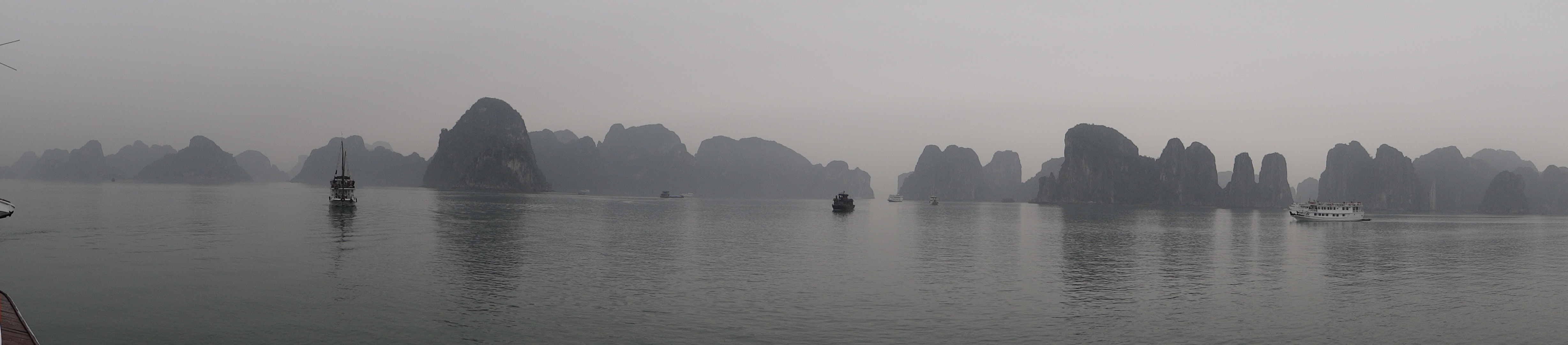
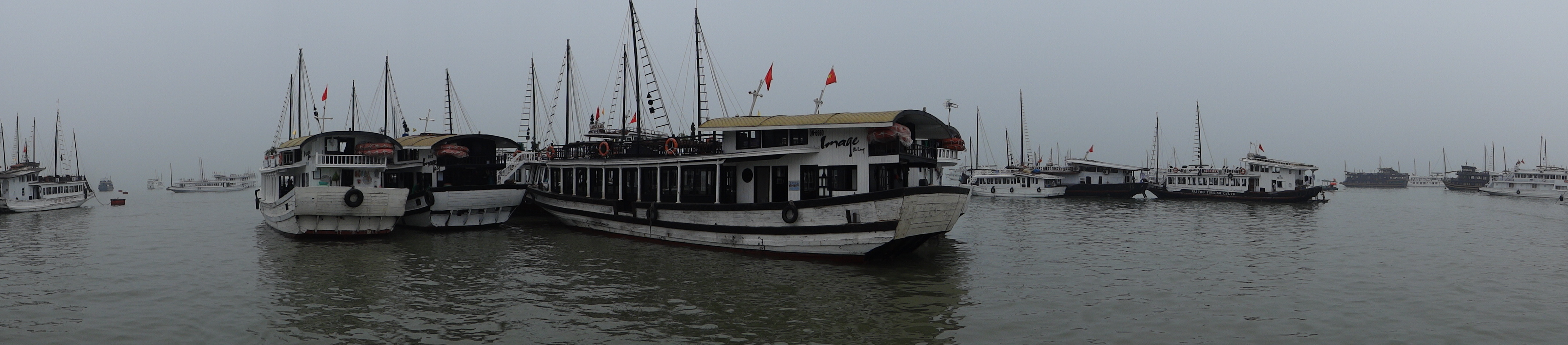
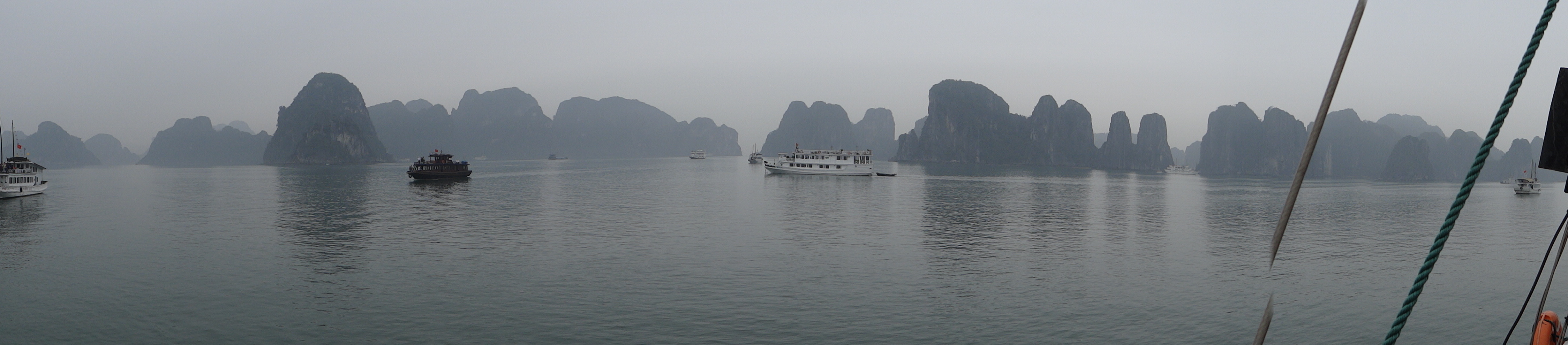
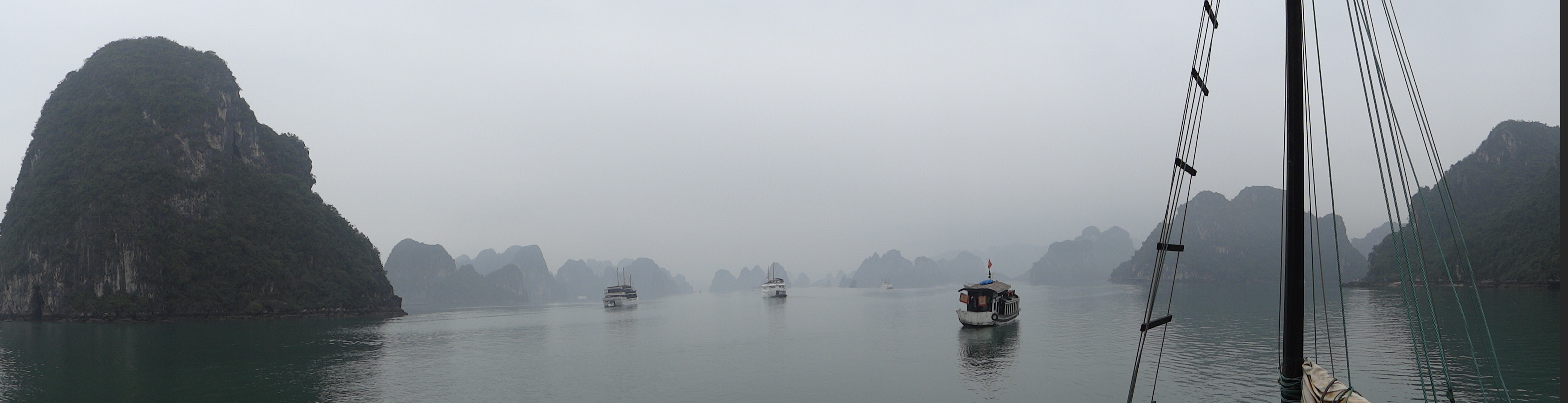
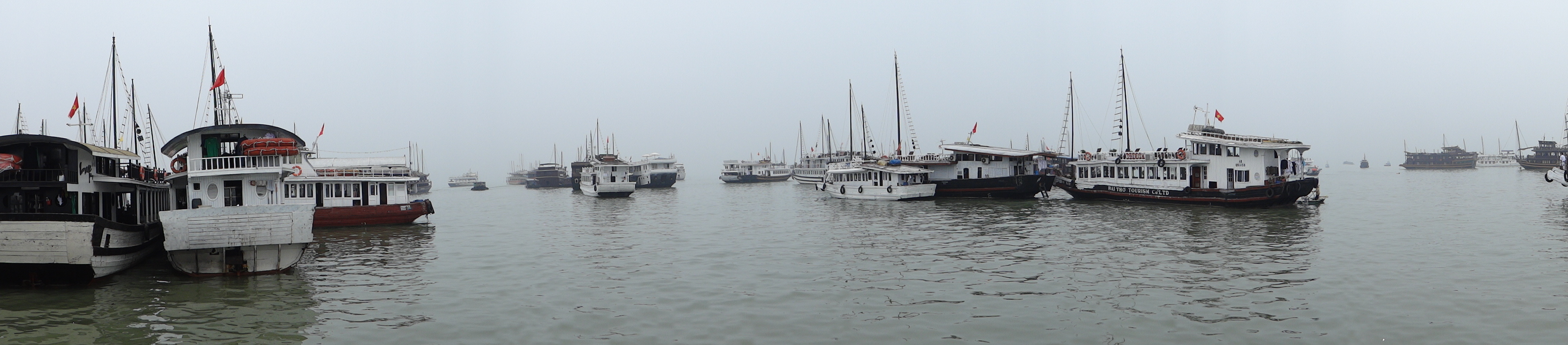
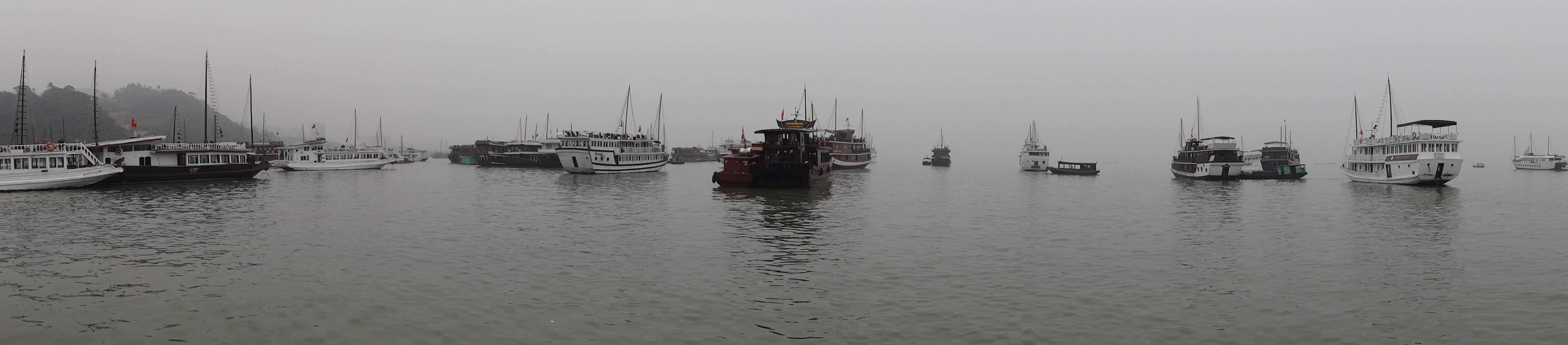
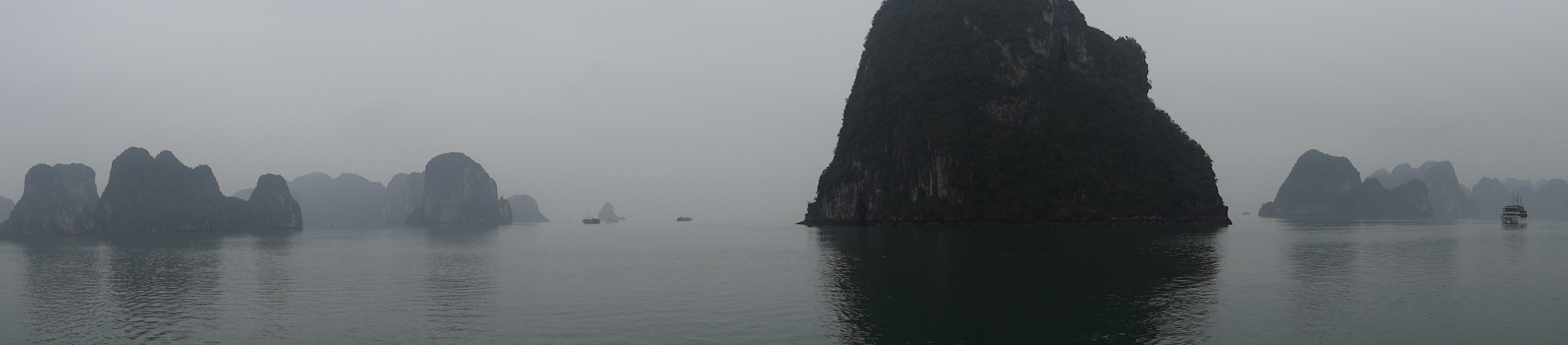
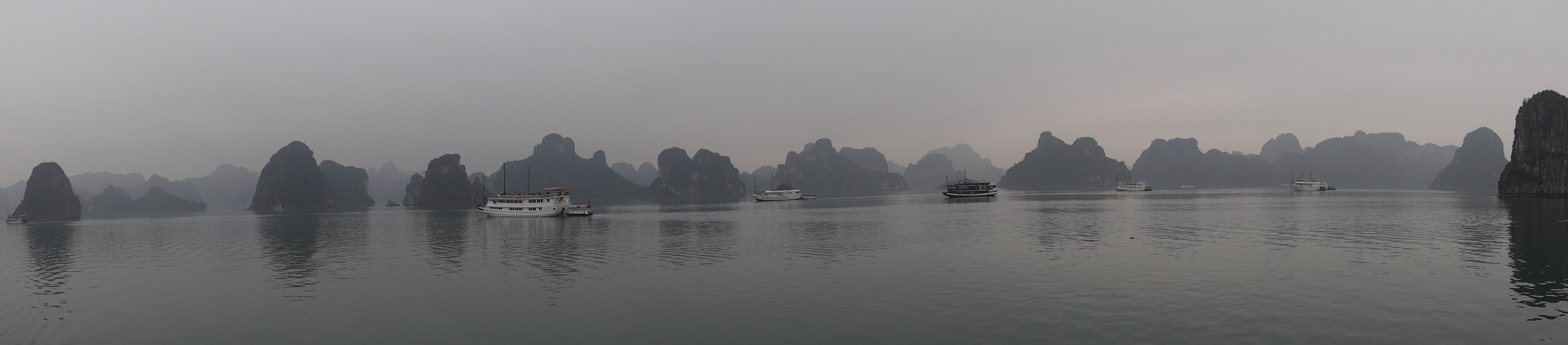
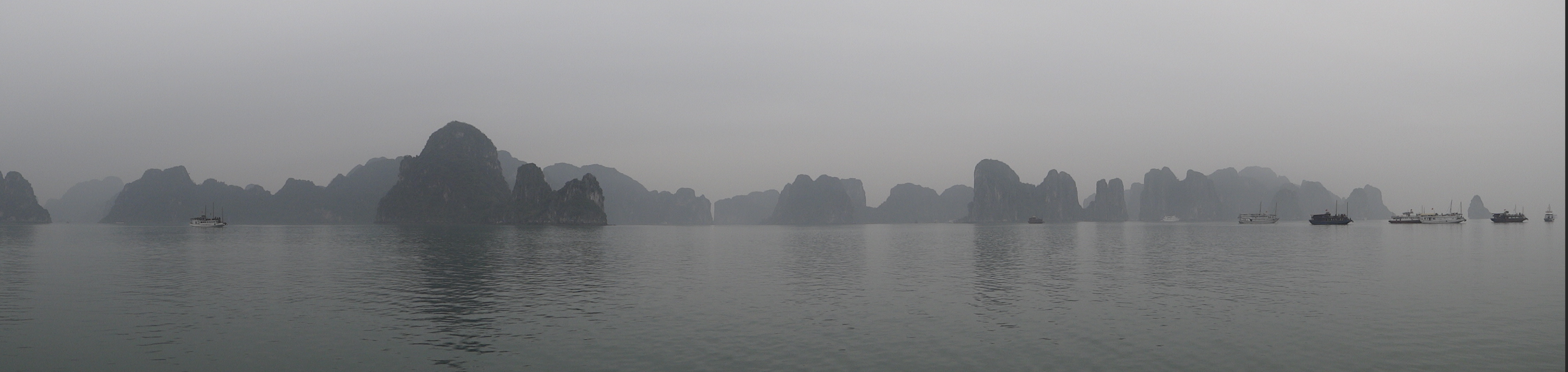

Aanklikken voor een grotere foto.

## Websites
- UNESCO. Ha Long-baai.

Complex van Huémonumenten · Hạ Longbaai · Oude stad Hội An · Heiligdom My Son · Nationaal park Phong Nha-Kẻ Bàng · Centrale sector van de Keizerlijke stad van Thăng Long · Landschapscomplex Trang An
- Gemeinsame Normdatei: 7538052-3
- Library of Congress Control Number: sh00006010
- Nationale Bibliotheek van Israël: 987007291711705171
- Virtual International Authority File: 235704116